# Péninsule de Seward
Pour les articles homonymes, voir Seward.
La péninsule de Seward est une large péninsule de la côte ouest de l'Alaska. Elle s'avance sur la mer de  
Béring de  310 km environ, entre le Norton Sound au sud, le détroit de Béring à l'ouest, la mer des Tchouktches au nord et le golfe de Kotzebue au nord-est, ce dernier se trouvant juste en dessous du cercle arctique. Sa largeur varie de 128 à 230 km. Une portion de littoral de 53 kilomètres de long se développant à l'ouest du cap Espenberg est au-delà du cercle polaire. L'espace maritime formé entre la péninsule Tchouktche (Russie) et la péninsule de Seward est le détroit de Béring.

## Description
La péninsule de Seward est l'un des restes du pont terrestre de Béringie, terre émergée d'environ 1 500 km de large qui reliait la Sibérie au continent Nord américain durant la glaciation du Pléistocène. Ce pont de terre facilitait la migration des humains, aussi bien que les espèces animales et végétales entre l'Asie et l'Amérique du Nord.
Les découvertes archéologiques dans toute la péninsule de Seward prouvent que l'inuit d'iñupiat a vécu dans la région pendant des milliers d'années.
Des excavations sur des sites tels que Trail Creek Caves (en) et le cap Espenberg dans la Bering Land Bridge National Preserve aussi bien qu'au cap Denbigh dans le sud ont apporté des connaissances sur la chronologie des migrations préhistoriques d'Asie vers la péninsule Seward.
L'extrémité ouest de la péninsule est le cap Prince-de-Galles, le point le plus occidental d'Amérique. Le cap ne se situe qu'à 84 km du cap Dejnev, terre continentale sibérienne la plus proche, et point le plus à l'est de l'Asie continentale.
La péninsule est nommée d'après William Henry Seward, le secrétaire d'État américain qui a négocié l'achat de l'Alaska à la Russie en 1867.

## Démographie
Communautés sur la péninsule de Seward, avec les évaluations de population d'état en 2005:
| Ville          | Population |
| -------------- | ---------- |
| Nome           | 3 508      |
| Shishmaref     | 581        |
| Buckland       | 434        |
| Koyuk          | 350        |
| Brevig Mission | 327        |
| Elim           | 302        |
| Teller         | 263        |
| White Mountain | 224        |
| Wales          | 151        |
| Golovin        | 145        |
| Deering        | 139        |

D'autres endroits sur la péninsule incluent les villes de Council, Solomon, Candle, Haycock (en) et Taylor.